# Ben White
Benjamin William White (Poole - 8 de outubro de 1997) é um futebolista profissional inglês que atua como zagueiro e lateral-direito. Atualmente defende o Arsenal e a Seleção Inglesa.

## Carreira
Conhecido como um zagueiro central com boa habilidade técnica, tendo sido elogiado pelo ex-técnico Michael Flynn por seu estilo de defesa difícil. White também pode jogar como meio-campista defensivo ou como lateral direito. White descreve seu próprio estilo como um jogador "cool" e "calmo". Também é conhecido por suas corridas para a frente com a bola, ajudando a criar contra-ataques rápidos de longe.
White começou sua carreira de jovens no Southampton, clube da Premier League, antes de ser dispensado aos 16 anos. Ele foi contratado pelo Brighton & Hove Albion, no qual inicialmente ingressou na academia.
White já teve passagens por empréstimo no Newport County, clube da League Two, no Peterborough United, da League One, e no Leeds United. No Leeds, ele jogou em todos os jogos, ajudando a vencer o campeonato de 2019-20 e obter a promoção à Premier League. Foi convocado para a seleção da Inglaterra pela primeira vez em maio de 2021, na qual foi selecionado como parte da equipe provisória de 33 jogadores para o UEFA Euro 2020. Mais tarde, ele foi retirado do time, embora permanecesse em espera para o torneio e fez sua estreia como substituto em junho na vitória por 1-0 sobre a Áustria. Ele estreou pela Inglaterra no segundo e último amistoso de aquecimento em outra vitória por 1–0, desta vez contra a Romênia em 6 de junho. Em 7 de junho, ele foi nomeado para o time como substituto de Trent Alexander-Arnold

## Brighton & Hove Albion

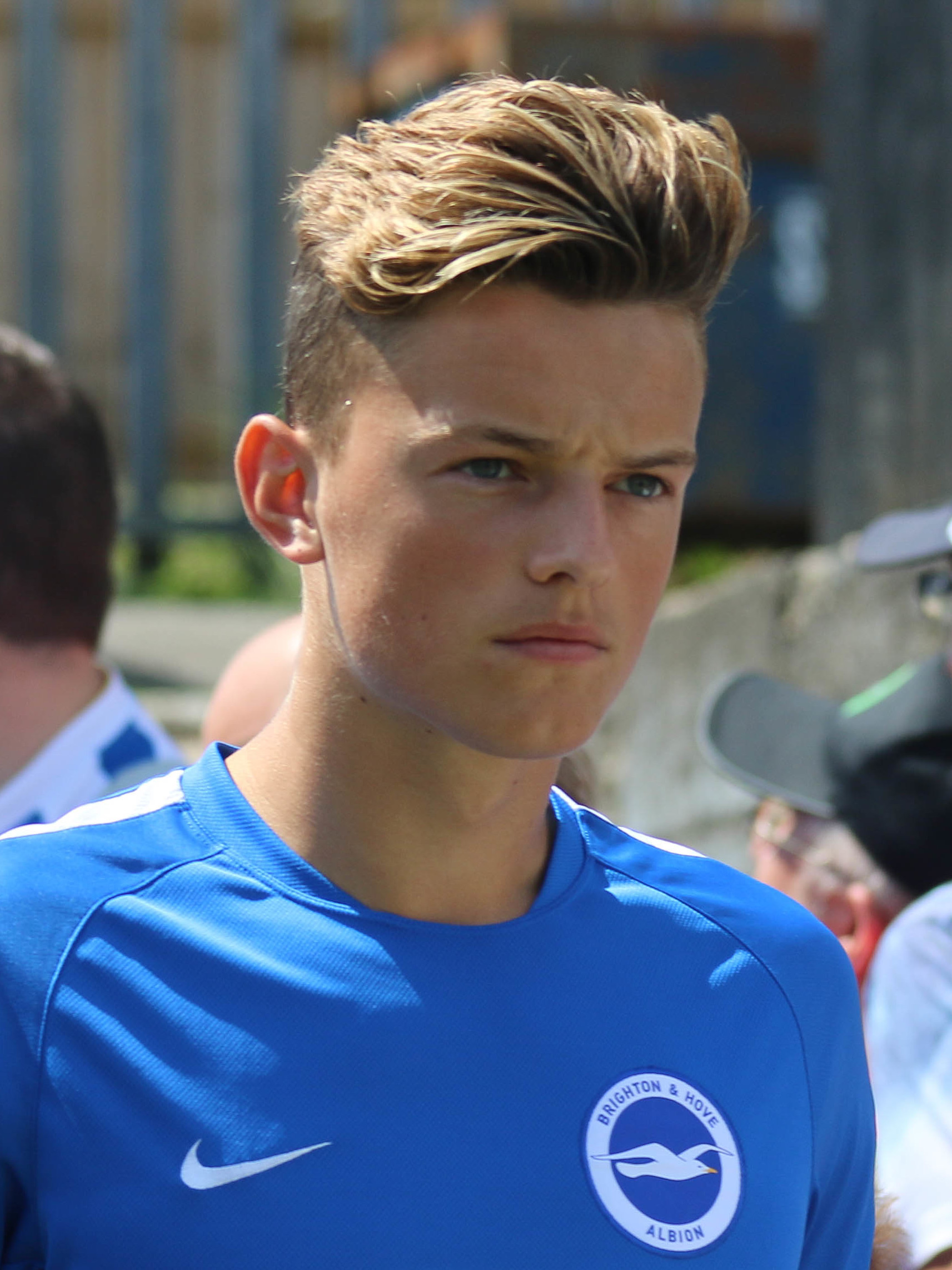
White se aquecendo com Brighton & Hove Albion em 2015

Após meses de especulação sobre seu futuro, com o Brighton rejeitando três propostas permanentes de White pelo Leeds, White assinou um novo contrato de quatro anos com o Brighton em 1 de setembro de 2020. No dia de abertura da temporada 2020-21, White fez sua estreia na liga pelo Brighton, que também foi sua estreia na Premier League, em uma derrota em casa por 3-1 contra o Chelsea, da qual saiu lesionado. Ele ajudou o Brighton a manter o placar limpo em sua próxima partida da liga, uma vitória por 3 a 0 fora contra o Newcastle em 20 de setembro. White jogou na disputa por pênaltis na terceira rodada da Copa da Inglaterra contra o seu ex-clube Newport em 10 de janeiro de 2021. White jogou na vitória do Brighton por 1–0 fora de casa sobre o atual campeão Liverpool em 3 de fevereiro, reivindicando a primeira vitória do clube na liga em Anfield desde 1982. Em 20 de abril, depois de um forte desempenho, White foi expulso após o segundo cartão amarelo aos 90 + 2 minutos, em um jogo no qual ajudou o Brighton a ganhar seu primeiro ponto no Chelsea em um empate 0-0. Ele jogou na vitória em casa do Brighton por 3–2 sobre o campeão Manchester City, depois de voltar de uma derrota por 2–0 em 18 de maio, com os fãs voltando ao futebol. Esta foi a primeira vitória do clube contra o City desde 1989. Depois de uma forte temporada entrando na primeira equipe, White recebeu o prêmio de Jogador da Temporada em 6 de junho, no mesmo dia em que estreou na Inglaterra.

## Arsenal
No dia 30 de julho de 2021, foi anunciado e oficializado como novo reforço do Arsenal, clube da Premier League.

## Títulos
Arsenal
- Supercopa da Inglaterra: 2023

## Carreira internacional
Em 25 de maio de 2021, White foi nomeado para a seleção provisória de 33 jogadores da Inglaterra para a UEFA Euro 2020, com o torneio ocorrendo no verão de 2021, devido ao adiamento do ano anterior como resultado da pandemia de COVID-19. Esta foi a primeira convocação de White para a seleção nacional em qualquer nível. Ele foi um dos sete jogadores eliminados da equipe em 1 de junho, embora os jogadores que foram eliminados tenham permanecido na equipe para os dois amistosos contra a Áustria e a Romênia. White fez sua estreia na Inglaterra como substituto, substituindo Jack Grealish na vitória por 1 a 0 sobre a Áustria no Riverside Stadium, em 2 de junho. Ele desviou um chute de Alessandro Schöpf para fora da linha, evitando o empate tardio. Ele se tornou o quinto jogador do Brighton a jogar pela Inglaterra, e o segundo em pouco menos de três anos depois que seu companheiro de equipe e capitão Lewis Dunk foi internacionalizado em novembro de 2018. Ele fez sua primeira partida no segundo e último amistoso em 6 de junho, jogando toda a partida na vitória por 1 a 0 sobre a Romênia, novamente disputada no Riverside Stadium. Em 7 de junho, White foi nomeado para a equipe de 26 jogadores da Euro 2020 como substituto do ferido Trent Alexander-Arnold.